# 莫斯科市政府

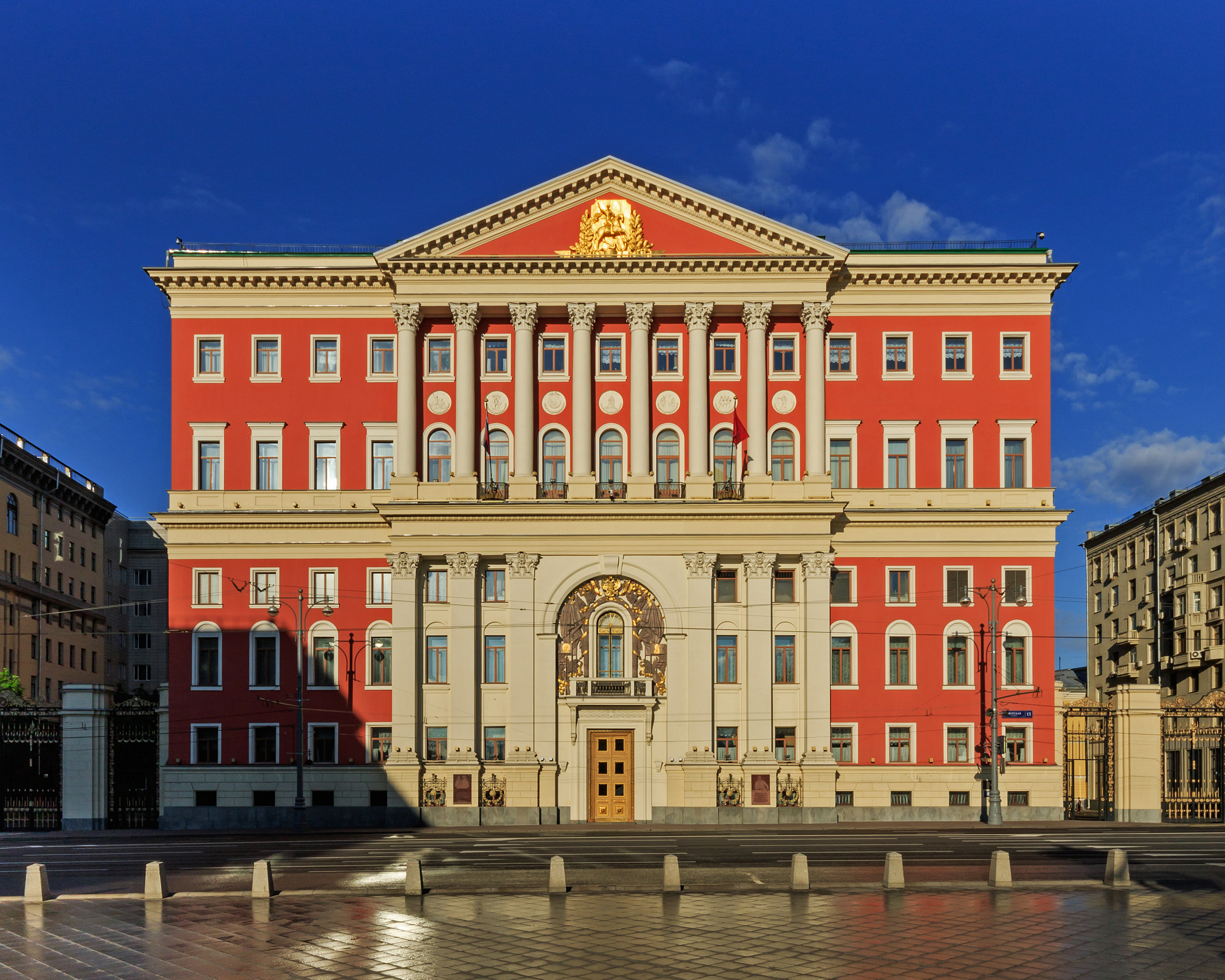
莫斯科市长官邸

莫斯科政府（俄语：Правительство Москвы）是莫斯科的国家权力的最高行政机构。莫斯科政府是由莫斯科市，莫斯科市长的最高官员。
莫斯科政府的成员是莫斯科市长，莫斯科的莫斯科政府副市长和莫斯科政府部长。莫斯科政府发布命令由莫斯科市长签署（莫斯科政府的订单）。莫斯科政府拥有法人资格。结构和莫斯科政府的职能是由莫斯科的法律，由莫斯科市杜马通过确立。
根据俄罗斯联邦宪法规定，莫斯科是俄罗斯联邦的联邦直辖市，与圣彼得堡及塞瓦斯托波尔具有俄罗斯联邦主体地位。也是重要的俄罗斯联邦城市。